# Salas (Riga)
Salas es un barrio de la ciudad de Riga, Letonia.

## Superficie
Posee una superficie de 3,628 kilómetros cuadrados (362,8 hectáreas).

## Población
Hasta 2021 presentaba una población de 75 habitantes, con una densidad de población de 20,672 habitantes por kilómetro cuadrado.

## Transporte

### Rutas
- Autobús: 40.[1]
- Trolebús: 19, 20.[1]